# Werner Langen

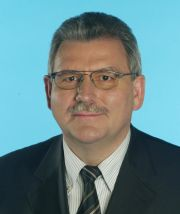
Werner Langen

Werner Langen (* 27. November 1949 in Müden (Mosel)) war von 1994 bis 2019 Europaabgeordneter der CDU für Rheinland-Pfalz und Mitglied des Vorstands der Europäischen Volkspartei. Von 2006 bis Januar 2012 war er Vorsitzender der CDU/CSU-Gruppe im Europäischen Parlament. 

## Ausbildung
Werner Langen wurde am 27. November 1949 in Müden an der Mosel geboren. Nach seinem Abitur im Jahr 1969 war er bis 1971 Zeitsoldat als Leutnant der Reserve. Anschließend studierte er Volkswirtschaftslehre in Bonn und Köln. Das Studium schloss er 1975 als Diplom-Volkswirt ab. Zwei Jahre später promovierte er in diesem Fachbereich. Gleichzeitig war er in den Jahren 1975 bis 1978 Projektleiter am Institut für Mittelstandsforschung in Bonn.

## Politischer Werdegang
Mit dem Eintritt in die CDU im Jahr 1970 begann Werner Langens politische Laufbahn. Von 1973 an hatte er verschiedene politische Ämter inne. So stieg er vom Ortsvorsitzenden über den Kreisvorsitzenden bis zum Landesvorsitzenden auf. Gleichzeitig war er 15 Jahre Mitglied im Müdener Gemeinderat und im Cochem-Zeller Kreistag. Von 1983 bis 1994 war er Mitglied des Rheinland-Pfälzischen Landtages, davon sieben Jahre stellvertretender CDU-Fraktionsvorsitzender. In den Jahren 1990 und 1991 war er im Kabinett Wagner Minister für Landwirtschaft, Weinbau und Forsten in Mainz, ferner Vorsitzender des Agrarausschusses des Bundesrats sowie Mitglied des CDU-Bundesvorstands. Zudem ist Werner Langen Mitglied der Mittelstandsvereinigung (MIT) und der Kommunalpolitischen Vereinigung (KPV). 1994 wurde er erstmals ins Europäische Parlament gewählt, in den Jahren 1999, 2004, 2009 und 2014 jeweils ein weiteres Mal. Außerdem ist Werner Langen Mitglied der Europa-Union Deutschland. Zur Europawahl 2019 trat er nicht mehr an.

## Privates Leben
Seit 1992 ist Werner Langen verwitwet. Er hat zwei Kinder. Seit 1994 ist er mit Gaby Meurer liiert, die ebenfalls verwitwet ist und drei Kinder hat. Werner Langen ist Mitglied in örtlichen Vereinen, im Eifelverein, in der Weinbruderschaft, in der „Pollichia“ Umweltorganisation, dem Rheinischen Verein für Denkmalpflege und Umweltschutz, dem Förderkreis der Universität Koblenz, dem DRK und weiteren Organisationen. Er ist eines der Gründungsmitglieder der 2006 gegründeten German European Security Association.

## Aufgaben und Mitgliedschaften
- Mitglied des Europäischen Parlaments von 1994 bis 2019
- Vorsitzender der CDU/CSU-Gruppe im Europäischen Parlament von 2006 bis Januar 2012
- Stellvertretendes Mitglied im Ausschuss für die Angelegenheiten der Europäischen Union des Deutschen Bundestages
- Mitglied im EVP-Fraktions- und Parteivorstand
- Stellvertretendes Mitglied im Ausschuss für Industrie, Forschung und Energie
- Mitglied für den Ausschuss für Wirtschaft und Währung
- Vorsitzender der ASEAN-Delegation
- Stellvertretendes Mitglied in der China-Delegation
- Mitglied der Ludwig-Erhard-Stiftung
- Mitglied des Stiftungsbeirats des Europa-Hauses Marienberg (Stand: 2009)
- Mitglied der Europa-Union Parlamentariergruppe Europäisches Parlament

Ebenfalls ist Langen Mitglied der Kangaroo Group, einem Think Tank und einer Lobbyorganisation mit Sitz in Brüssel.